# Prosymna semifasciata
Espèce
Prosymna semifasciata est une espèce de serpents de la famille des Lamprophiidae. 

## Répartition
Cette espèce est endémique du nord-est de la Tanzanie.

## Publication originale
- Broadley, 1995 : A new species of Prosymna Gray (Serpentes: Colubridae) from coastal forest in southeastern Tanzania. Arnoldia Zimbabwe, vol. 10, n. 4, p. 29-32.